# Japan Ice Hockey League 1973/74
Die Saison 1973/74 war die achte Spielzeit der Japan Ice Hockey League, der höchsten japanischen Eishockeyspielklasse. Meister wurden zum insgesamt dritten Mal in der Vereinsgeschichte die Ōji Eagles. Topscorer mit 32 Punkten wurde Takao Hikigi von Meister Ōji Eagles.

## Modus
In der Regulären Saison absolvierte jede der fünf Mannschaften insgesamt zwölf Spiele. Der Erstplatzierte nach der Regulären Saison wurde Meister. Für einen Sieg erhielt jede Mannschaft zwei Punkte, bei einem Unentschieden einen Punkt und bei einer Niederlage null Punkte.

## Reguläre Saison

### Tabelle
|    | Team                     | GP | W  | L  | T | GF | GA  | Pts |
| -- | ------------------------ | -- | -- | -- | - | -- | --- | --- |
| 1. | Ōji Eagles               | 12 | 10 | 2  | 0 | 87 | 42  | 20  |
| 2. | Kokudo Ice Hockey Club   | 12 | 7  | 3  | 2 | 71 | 48  | 16  |
| 3. | Seibu Prince Rabbits     | 12 | 5  | 4  | 3 | 55 | 43  | 13  |
| 4. | Iwakura Ice Hockey Club  | 12 | 4  | 7  | 1 | 51 | 49  | 9   |
| 5. | Furukawa Ice Hockey Club | 12 | 1  | 11 | 0 | 33 | 115 | 2   |

GP = Spiele, W = Siege, L = Niederlagen, T = Unentschieden

### Toptorschützen
| Spieler             | Team    | Tore |
| ------------------- | ------- | ---- |
| Takao Hikigi        | Ōji     | 18   |
| Hitoshi Wakabayashi | Kokudo  | 16   |
| Teruyasu Honma      | Ōji     | 13   |
| Hideaki Kurokawa    | Ōji     | 10   |
| Tsuyoshi Azuma      | Ōji     | 10   |
| Yasushin Tanaka     | Kokudo  | 10   |
| Osamua Wakabayashi  | Seibu   | 10   |
| Toshimi Igarashi    | Iwakura | 10   |

## Auszeichnungen
- Most Valuable Player – Takao Hikigi, Ōji Eagles

## All-Star-Team
| Tor          | Toshimitsu Otsubo (Ōji) | Toshimitsu Otsubo (Ōji) | Toshimitsu Otsubo (Ōji)      | Toshimitsu Otsubo (Ōji)      | Toshimitsu Otsubo (Ōji) | Toshimitsu Otsubo (Ōji) |
| Verteidigung | T. Omary (Kokudo)       | T. Omary (Kokudo)       | T. Omary (Kokudo)            | Keiji Tsuburai (Ōji)         | Keiji Tsuburai (Ōji)    | Keiji Tsuburai (Ōji)    |
| Sturm        | Takao Hikigi (Ōji)      | Takao Hikigi (Ōji)      | Hitoshi Wakabayashi (Kokudo) | Hitoshi Wakabayashi (Kokudo) | Koji Iwamoto (Seibu)    | Koji Iwamoto (Seibu)    |